# Economía de bambú
Se define como economía de bambú un sector económico basado en el cultivo del bambú y su transformación industrial en productos derivados. Por razones climáticas estos cultivos se encuentran casi totalmente en países de las áreas climáticas tropicales y subtropicales. La planta del bambú es la de mayores dimensiones entre las plantas herbáceas, dado que existen más de 75 géneros y 1.500 especies, de las cuales un 65% son originarias de Asia sur-oriental, un 32% crecen en América Latina, y las restantes en África y Oceanía. En Norteamérica existen tres especies nativas y en Sur América 440 especies.
El bambú crece espontáneamente en muchas regiones de clima cálido y templado de África, Asia, América, Oceanía, hasta las medias altitudes de montaña. En Europa se cultiva en invernaderos, en cantidades muy limitadas, principalmente en jardines botánicos, a veces con la ulterior ayuda de la tele-calefacción y otros medios de protección, como la siembra en jardines internos de los edificios. Actualmente, se estima que el valor total de la economía mundial basada en el bambú se aproxima a los 10 000 millones de dólares.

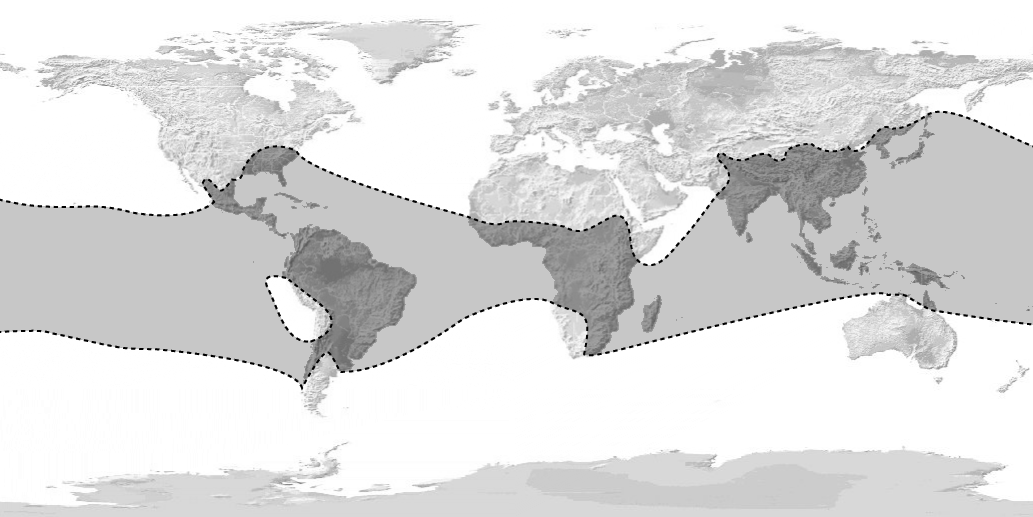
Distribución mundial del Bambú.

## Introducción
Los troncos de bambú son utilizados en primer lugar como material para la construcción de casas de dimensiones medianas y pequeñas, de pequeños puentes, molinos de agua y generadores eléctricos microhydro. En la industria de la construcción se utilizan para realizar los soportes y entramado de techos de edificios, incluso de dimensiones considerables y en algunos casos (como sucede en Hong Kong) como entramados y soportes temporales usados en la fase de construcción de edificios de muchos pisos de alto e incluso rascacielos.
En el sector de la mueblería los troncos de bambú se usan típicamente para construir mesas y sillas muy resistentes a la intemperie, también en ambientes muy húmedos y llluviosos.
Su aspecto es característico, difícil de disimular, y le dan un toque oriental a los ambientes donde se encuentran.
Transformado en pulpa, el bambú puede ser usado para fabricar papel para periódicos, cartón o fibra textiles artificial.

La planta del bambú es el oro verde del hombre pobre: una persona puede sentarse en una casa de bambú bajo un techo de bambú, sentado en una silla a una mesa hechas del mismo bambú, con un sombrero de bambú en la cabeza y calzando sandalias de bambú. Al mismo tiempo puede sostener con un mano un plato de bambú, en la otra bastoncitos de bambú que le servirán para comer retoños de bambú. Después de haber consumido su almuerzo, cocinado sobre un fuego alimentado por la combustión del bambú, la mesa podría limpiarse con un paño de fibras de bambú, mientras se refresca con un abanico de bambú, durmiendo la siesta en una cama sobre un colchón y una almohada hechos todos de bambú. Despertando podría fumar en una pipa de bambú y escribir con una pluma de bambú sobre papel de bambú, para después llevar al periódico sus artículos en cestas de bambú sostenidas con una asta de bambú, cubriéndose con una sombrilla de bambú. Podría atravesar un puente suspendido construido exclusivamente de bambú, beber agua de un tubo de bambú, y secarse la cara con un pañuelo obtenido con las fibras del bambú
Atal Bihari Vajpayee, ex primer-ministro de India

## Distribución geográfica
La mayor difusión de los edificios y productos de bambú coincide con las zonas tropicales del lejano oriente, en Birmania, Camboya, el noreste de India, Indonesia, Laos, Tailandia, Vietnam y el sur de China (en la provincia de Guangdong).
Las zonas donde se construyen edificios de bambú se corresponden estrechamente con aquellas donde la planta crece espontáneamente. Se trata de climas tropicales, subtropicales y tropicales de montaña, caracterizados por la gran humedad ambiental y las abundantes lluvias.

## Raíz de Malaca
La raíz de malaca es una tela natural que se obtiene de las raíces de la planta de malaca, familia de las bambusáceas. Es extremadamente resistente por su dureza y su impermeabilidad. De color marrón oscuro, adquiere con el tiempo ciertas tonalidades que le confieren su particular aspecto atigrado.

## Características
- Como el plástico, puede ser usado para construir varios objetos: sandalias, sombreros, peines, etc. Tiene la ventaja respecto al plástico de que se puede utilizar para construir muebles y prácticamente cualquier parte de una casa: pisos, paredes, techos, columnas de soporte, etc. Naturalmente resiste al sol sin perder su color. Al contrario del plástico su producción comporta la absorción de CO2 y no su emisión. No depende mínimamente de la extracción del petróleo y es totalmente renovable.

- Fragmentos y otros desechos de la elaboración del bambú pueden ser usados como combustible, para la calefacción, la cocina, y para realizar otros productos que necesitan del calor de un horno. Además se pueden usar como pulpa para fabricar papel y tejidos.

- El costo de la madera de bambú es tan bajo, que a veces el coste del bambú necesario para construir una pequeña cabaña es inferior al precio de los cables de metal y de los clavos usados para unir los troncos (Se ha calculado que en los países subtropicales de Asia el costo total del metal y de los clavos necesarios para construir una cabaña, es de alrededor de 20 dólares).

- Para cultivar el bambú no son necesarios pesticidas ni herbicidas. También son poco necesarios los fertilizantes, porque muy frecuentemente el crecimiento espontáneo de la planta de bambú se realiza cerca de pantanos, ríos y riachuelos, donde reciben naturalmente una buena cantidad de abono natural.

- Sobre la madera tradicional, tienen grandes ventajas energéticas y económicas por el bajo consumo de energía necesario para transformar el material de bambú, que no necesita ser cortado (sólo sus extremos), no debe ser pintado (a veces ni siquiera tiene que ser cubierto por una capa de laca), ni profilado, pero solo plegado para darle forma (con vapor para darle una forma particular bajo tensión). Queriendo, el bambú puede ser mechado para formar hilos y con estos cuerdas, redes y tejidos, o cortado en secciones planas para ser entramado en paneles, sin necesidad de un alto consumo energético en su transformación.

- La ventaja principal del bambú es su rápido crecimiento: para algunas especies, en algunas regiones del mundo, en los períodos más lluviosos del año (como durante los monzones), es superior a un metro de altura por día. Esta característica comporta como ventaja ulterior, la de absorber una gran cantidad de anhídrido carbónico, hecho que contribuye a disminuir el efecto invernadero a nivel mundial.

- La desventaja principal, en los lugares de cultivo, es el problema del ciclo de florecimiento y fructificación que dura de 28 a 50 años, según el lugar y la especie, que implica la sucesiva muerte de las plantas y la proliferación de roedores y otros animales en la plantación, porque se alimentan de los frutos del bambú.[3]